# Мария Костадинова
Мария Костадинова (на македонска литературна норма: Марија Костадинова) е педагожка и политик от Северна Македония.

## Биография
Родена е на 18 ноември 1972 година в град Гевгели, тогава в Социалистическа федеративна република Югославия. Завършва Педагогическия факултет на Щипския университет. На 15 юли 2020 година е избрана за депутат от Социалдемократическия съюз на Македония в Събранието на Северна Македония.